# Sauto-Fetges
Sauto-Fetges o Sauto, en francés y oficialmente, Sautó i Feixes o Sautó en catalán, es  comuna francesa que comprende dos localidades Sauto y Fetges, situada en el departamento de Pirineos Orientales en la región de Languedoc-Rosellón y comarca histórica del Conflent. Se encuentra atravesada por el río Têt y muy próxima a la localidad de Font-Romeu. 
A sus habitantes se les conoce por el gentilicio de sautonins, saltunat en francés.

## Demografía
| 80 | 121 | 98 | 93 | 102 | 107 |
| Para los censos de 1962 a 1999 la población legal corresponde a la población sin duplicidades (Fuente: INSEE [Consultar]) |     |    |    |     |     |

## Personalidades ligadas a la comuna
- Albert Bueno, cantante.